# منتخب ألبانيا لكرة قدم الصالات
منتخب ألبانيا لكرة قدم الصالات هو ممثل ألبانيا الرسمي في المنافسات الدولية في كرة الصالات . تأسس في 2003.